# Tourinne
Tourinne is een dorp in de Belgische provincie Luik en een deelgemeente van Braives. Tot 1 januari 1977 was het een zelfstandige gemeente.

## Bezienswaardigheden
- De Sint-Pieterskerk (Église Saint-Pierre) is een neoromaans kerkgebouw van 1873. De kerk bezit een gotisch doopvont van 1594.

## Natuur en landschap
De hoogte aan de kerk bedraagt 153 meter.

## Demografische ontwikkeling
- Bronnen:NIS, Opm:1831 tot en met 1970=volkstellingen, 1976= inwoneraantal op 31 december

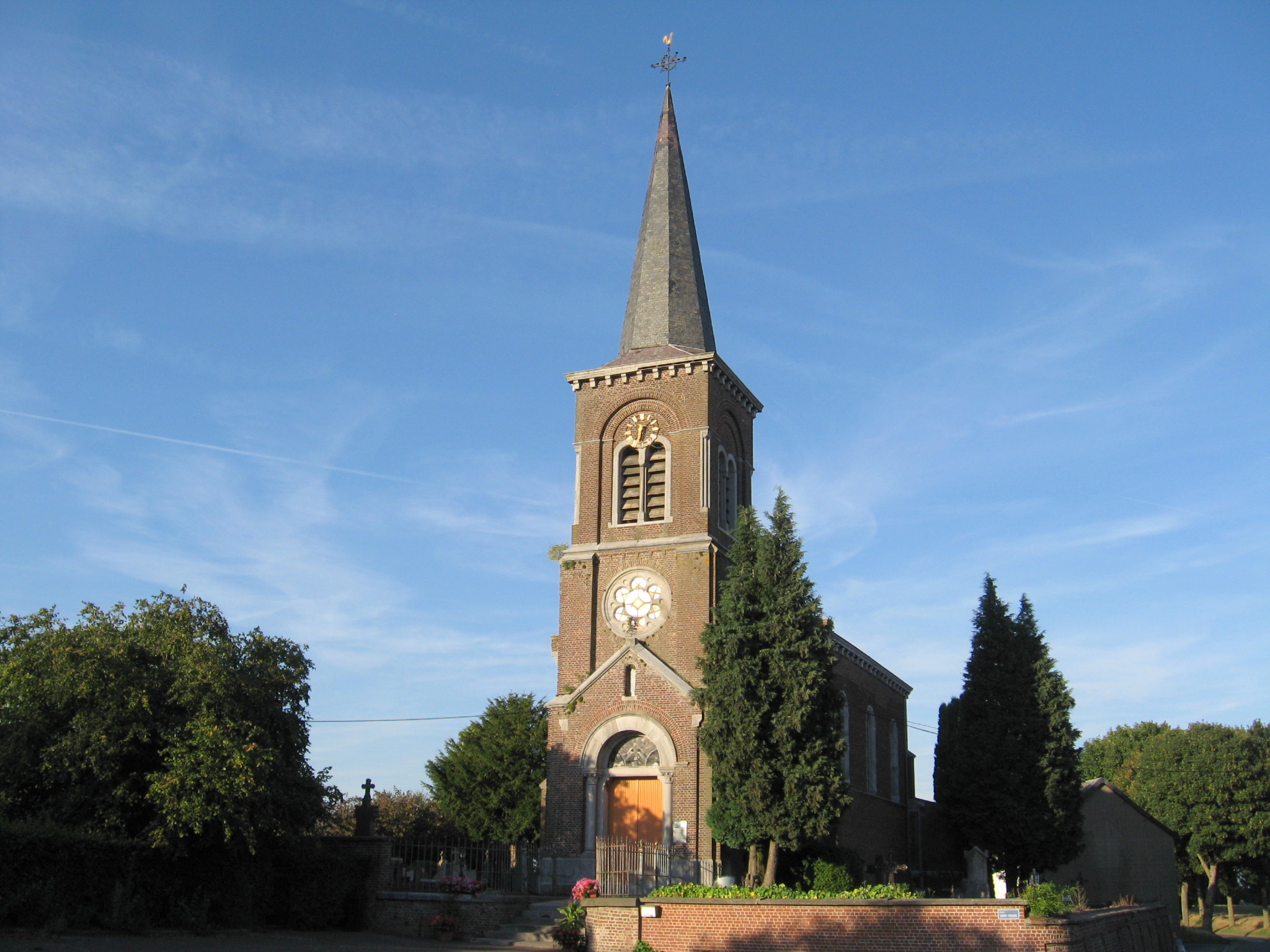
Église Saint-Pierre

## Nabijgelegen kernen
Les Waleffes, Omal, Lens-Saint-Servais, Braives, Vieux-Waleffe
Deelgemeenten: Avennes · Braives · Ciplet · Fallais · Fumal · Hosdent-sur-Mehaigne · Latinne · Tourinne · Ville-en-Hesbaye

Belgische gemeenten · Arrondissement Borgworm · Henegouwen · Wallonië